# Záboří, České Budějovice
Záboří là một làng thuộc huyện České Budějovice, vùng Jihočeský, Cộng hòa Séc.